# کودتای ۹۲–۱۹۹۱ گرجستان
کودتای ۹۲–۱۹۹۱ گرجستان (به گرجی: თბილისის ომი)، معروف به جنگ تفلیس یا پوتش ۹۲–۱۹۹۱، یک درگیری نظامی داخلی بود که پس از سقوط اتحاد جماهیر شوروی در جمهوری تازه استقلال یافته گرجستان رخ داد. این درگیری از ۲۲ دسامبر ۱۹۹۱ تا ۶ ژانویه ۱۹۹۲ ادامه داشت.